# Ван Цзифен
Ван Цзифен (нар. 12 вересня 1997) — китайська веслувальниця, бронзова призерка Олімпійських ігор 2020 року.

## Виступи на Олімпіадах
| Олімпіада  | Дисципліна | Місце |
| ---------- | ---------- | ----- |
| Токіо 2020 | вісімки    | 3     |
| Париж 2024 | четвірки   | 6     |

## Зовнішні посилання
- Ван Цзифен [Архівовано 30 липня 2021 у Wayback Machine.] на сайті FISA.